# 蝙蝠俠德庫拉
《蝙蝠俠大战德古拉》（英語：Batman Dracula）是安迪·華荷執導的1964年美國超級英雄電影。電影並未完成，而且部分逸失。

## 情節
在現存的片段可見 Elizabeth（娜歐蜜·萊文飾）在牀上沉睡，被德古拉（傑克·史密斯飾）盯上。另外大衛·伯頓、薩繆爾·亞當斯·格林、馬力歐．蒙特茲、古格里·巴特考克則扮演牀柱，舉着頂蓋。

## 演員
- 泰利·布朗（英语：Tally Brown） 飾 Florence
- 貝弗莉·格蘭特（英语：Beverly Grant (actress)） 飾 Rose
- 薩繆爾·亞當斯·格林（英语：Samuel Adams Green） 飾 牀柱
- 朵洛西·迪恩（英语：Dorothy Dean） 飾 Doris
- 羅伯特·海德
- 簡·霍爾澤（英语：Jane Holzer） 飾 Rebecca
- 莎莉·柯蘭
- 羅恩·林克（英语：Ron Link (director)）
- 娜歐蜜·萊文（英语：Naomi Levine） 飾 Elizabeth
- 傑拉德·馬蘭加（英语：Gerard Malanga）
- 馬力歐．蒙特茲（英语：Mario Montez） 飾 牀柱
- 比利·納米（英语：Billy Name）
- 泰勒·米德（英语：Taylor Mead）
- 伊比·尼科爾森（義大利語：Ivy Nicholson） 飾 Roxanne
- 傑克·史密斯（英语：Jack Smith (film director)） 飾 蝙蝠俠及德庫拉
- 安迪·華荷
- 古格里·巴特考克 飾 牀柱
- 大衛·伯頓（德语：David Bourdon） 飾 牀柱

## 製作
華荷表示此電影是對蝙蝠俠系列的致敬，但其並未獲得DC漫畫（蝙蝠俠的版權持有者）的批准。
電影在紐約市的天臺及長島的海灘上，以及在「工廠」內拍攝；拍攝自1964年7月起並持續了數個星期（一說為數月）。

## 後續
華荷並未完成電影：他沒有將已拍攝的底片剪接整合，這引起傑克·史密斯的不滿；其影響體現在華荷1965年的電影《營》中：史密斯堅持開啟壁櫥，而在那之中有一本《蝙蝠俠》漫畫。
電影曾在華荷的展覽中放映，包括1966年4月17日在約拿斯·梅卡斯的「Film-Makers' Cinematheque」的首映，但在其死後一度被認為已經遺失，直至紀錄片《傑克史密斯與西洋道德淪亡記》中展示了其中的片段；後來另外一些片段也得以收集，電影現存的部分共54分鐘，約為本來的四成。

## 外部連結
- 互联网电影数据库（IMDb）上《蝙蝠俠德庫拉》的资料（英文）
- AllMovie上《蝙蝠俠德庫拉》的资料（英文）